# Lotus 109
Der Lotus 109 war ein Formel-1-Rennwagen des britischen Rennstalls Lotus, der in der Formel-1-Saison 1994 eingesetzt wurde.

## Technische Daten
Äußerlich sah der Lotus 109 wie ein modifizierter Lotus 107B aus, seine Grundkonstruktion war jedoch erheblich verändert. Das Monocoque war aus mit Kohlenstofffasern verstärktem Kunstharz gefertigt und in einem Stück gebacken worden. Es war deutlich kürzer und schmaler als das des Vorgängers. Die Cockpitöffnung war dagegen breiter. Insgesamt wurden aus Geldmangel nur drei Chassis gebaut. Durch neue Kühlerelemente konnten die Seitenkästen kleiner und höher ausgestaltet werden. Auffallend am Lotus 109 war eine stark abgeflachte Fahrzeugnase.
Angetrieben wurde der Lotus 109 von einem Honda 2A-5C von Mugen-Honda. Der V-10-Motor hatte 3498 cm³ Hubraum und leistete in seiner letzten Ausbaustufe ab dem Grand Prix von Italien rund 760 PS (560 kW) bei einer Drehzahl von etwa 14.600/min. Motorelektronik und Zündsystem stammten von Honda. Das von Lotus und Xtrac entwickelte halbautomatische Getriebe hatte sechs Vorwärtsgänge und einen Rückwärtsgang. Die Bremsanlage stammte von AP. Das Tankvolumen lag bei 210 Liter. Darüber hinaus hatte der Wagen eine Antriebsschlupfregelung. Die Räder waren einzeln an Doppelquerlenkern aufgehängt. Federn und Stoßdämpfer lagen innen und wurden über Schubstangen betätigt. Der Wagen hatte einen Radstand von 2950 mm und eine Spurweite von 1650 mm vorn und 1600 mm hinten.

## Sponsor
Hauptsponsoren des Teams waren die US-amerikanische Brauerei Miller, das Modeunternehmen Tomy Hilfiger sowie der japanische Elektronik- und Maschinenbaukonzern Hitachi. Weitere Werbeträger waren unter anderem der Baumaschinenhersteller Komatsu, der Klebemittelhersteller Loctite sowie der Pharmakonzern Shionogi.

## Saisonverlauf
Der von Lotus erhoffte Aufschwung durch den Wechsel des Motorenpartners blieb aus. Das Mugen-Aggregat erwies sich zwar als recht zuverlässig und leistungsstark, doch konnten die Stammpiloten Alessandro Zanardi und Johnny Herbert keine nennenswerten Ergebnisse einfahren. Erschwerend kam für Lotus hinzu, dass das Team ab der zweiten Saisonhälfte vermehrt auf Paydriver angewiesen war, um überhaupt noch Weltmeisterschaftsläufe bestreiten zu können. Daher konnte das Fahrzeug auch nicht mehr weiterentwickelt werden. Im Herbst 1994 meldete Lotus schließlich Insolvenz an, um einen Ausverkauf zu verhindern.
| Fahrer               | Nr.                  | 1 | 2 | 3 | 4 | 5   | 6 | 7 | 8   | 9   | 10  | 11  | 12  | 13 | 14 | 15 | 16  | Punkte | Rang |
| -------------------- | -------------------- | - | - | - | - | --- | - | - | --- | --- | --- | --- | --- | -- | -- | -- | --- | ------ | ---- |
| Formel-1-Saison 1994 | Formel-1-Saison 1994 |   |   |   |   |     |   |   |     |     |     |     |     |    |    |    |     | –      | –    |
| A. Zanardi           | 11                   |   |   |   |   |     |   |   | DNF |     | 13  |     | DNF |    |    |    |     | –      | –    |
| P. Adams             | 11                   |   |   |   |   |     |   |   |     |     |     | DNF |     | 16 |    |    |     | –      | –    |
| É. Bernard           | 11                   |   |   |   |   |     |   |   |     |     |     |     |     |    | 10 |    |     | –      | –    |
| M. Salo              | 11                   |   |   |   |   |     |   |   |     |     |     |     |     |    |    | 10 | DNF | –      | –    |
| J. Herbert           | 12                   |   |   |   |   | DNF | 8 | 7 | 11  | DNF | DNF | 12  | DNF | 11 |    |    |     | –      | –    |
| A. Zanardi           | 12                   |   |   |   |   |     |   |   |     |     |     |     |     |    | 16 | 13 | DNF | –      | –    |

| Legende  | Legende            | Legende                                                          |
| Farbe    | Abkürzung          | Bedeutung                                                        |
| -------- | ------------------ | ---------------------------------------------------------------- |
| Gold     | –                  | Sieg                                                             |
| Silber   | –                  | 2. Platz                                                         |
| Bronze   | –                  | 3. Platz                                                         |
| Grün     | –                  | Platzierung in den Punkten                                       |
| Blau     | –                  | Klassifiziert außerhalb der Punkteränge                          |
| Violett  | DNF                | Rennen nicht beendet (did not finish)                            |
| Violett  | NC                 | nicht klassifiziert (not classified)                             |
| Rot      | DNQ                | nicht qualifiziert (did not qualify)                             |
| Rot      | DNPQ               | in Vorqualifikation gescheitert (did not pre-qualify)            |
| Schwarz  | DSQ                | disqualifiziert (disqualified)                                   |
| Weiß     | DNS                | nicht am Start (did not start)                                   |
| Weiß     | WD                 | zurückgezogen (withdrawn)                                        |
| Hellblau | PO                 | nur am Training teilgenommen (practiced only)                    |
| Hellblau | TD                 | Freitags-Testfahrer (test driver)                                |
| ohne     | DNP                | nicht am Training teilgenommen (did not practice)                |
| ohne     | INJ                | verletzt oder krank (injured)                                    |
| ohne     | EX                 | ausgeschlossen (excluded)                                        |
| ohne     | DNA                | nicht erschienen (did not arrive)                                |
| ohne     | C                  | Rennen abgesagt (cancelled)                                      |
| ohne     | keine WM-Teilnahme |                                                                  |
| sonstige | P/fett             | Pole-Position                                                    |
| sonstige | 1/2/3/4/5/6/7/8    | Punktplatzierung im Sprint-/Qualifikationsrennen                 |
| sonstige | SR/kursiv          | Schnellste Rennrunde                                             |
| sonstige | *                  | nicht im Ziel, aufgrund der zurückgelegten Distanz aber gewertet |
| sonstige | ()                 | Streichresultate                                                 |
| sonstige | unterstrichen      | Führender in der Gesamtwertung                                   |